# Riaz
Riaz (antiguamente en alemán Zum Rad) es una comuna suiza del cantón de Friburgo, situada en el distrito de Gruyère. Limita al norte con la comuna de Marsens, al este con Echarlens, al sur con Bulle y Vuadens, y al oeste con Vaulruz y Sâles. 